# Hans Bacmeister
Hans Bacmeister (* 15. September 1872 in Eisenach; † 17. Januar 1935 in Berlin) war ein deutscher Regisseur, Sänger, Dramaturg und Theaterdirektor.

## Leben und Wirken
Abstammend aus der bekannten niedersächsischen Familie Bacmeister wuchs der Sohn des Verlagsbuchhändlers Johann Bacmeister (1841–1918) und der Schriftstellerin, Malerin und Lehrerin Lucie Juliane Müller sowie Bruder des Schriftstellers Ernst Bacmeister und des Verlegers Walther Bacmeister in einer kinderreichen Familie auf, die auf Grund des mehrmaligen Ortswechsels des Vaters oftmals umziehen musste.
Nach dem Schulbesuch studierte er Architektur in Hannover. Er entdeckte schon bald sein künstlerisches Talent und ging als Tenor und Charakterdarsteller an das Theater Trier. Später war er auch als Kunstkritiker, Regisseur und Dramaturg in Heidelberg, an der Volksoper Wien und an der Königlich Sächsischen Hofoper in Dresden tätig. In Essen gründete er das „Rheinisch-Westfälische Volkstheater“, dessen Direktor er wurde.